# Hann. Münden
Hann. Münden é uma cidade da Alemanha localizada no distrito de Göttingen, estado de Baixa Saxônia.